# Condado de Alleghany (Virgínia)
O Condado de Alleghany é um dos 95 condados do estado americano de Virgínia. A sede do condado é Covington, e sua maior cidade é Covington. O condado possui uma área de 1 162 km² (dos quais 3 km² estão cobertos por água), uma população de 12 926 habitantes, e uma densidade populacional de 11 hab/km² (segundo o censo nacional de 2000). O condado foi fundado em 1822.